# Billet canadien de 100 dollars (épopée canadienne)
Pour les articles homonymes, voir Billet canadien de 100 dollars.
Recto
Le billet canadien de 100 dollars est le billet canadien ayant la plus haute valeur.
La couleur dominante de ce billet est le marron.
Le recto représente Robert Borden ainsi que l'édifice de l'Est du Parlement. Le verso représente une carte du Canada de Christophe Colomb ainsi qu'une carte actuelle et un telescope spatial.